# Hypaspisten
De hypaspisten of "Schilddragers" waren een elite-infanterie-eenheid in het Macedonische leger onder Philippus II van Macedonië en Alexander de Grote tot aan de Hellenistische rijken.
De hypaspisten, die gerekruteerd werden onder de jonge Macedonische edelmannen, vormden een eenheid van ongeveer 3.000 man verdeeld in 6 lochoi ("bataljons"). Ze stonden tot aan 331 v.Chr. onder leiding van Nicanor, de zoon van Parmenion en de broer van Philotas. Deze sneuvelde echter in de Slag bij Gaugamela. Na deze datum werden ze herverdeeld onder drie chiliarchen.
Hun uitrusting is stof voor discussie. De belangrijkste vraag is of ze bewapend waren met een lange sarissa of een kortere speer, wat waarschijnlijker lijkt. Zoals de eerste Macedonische falangisten zullen ze oorspronkelijk waarschijnlijk geen harnas gedragen hebben, met misschien als uitzondering de officiers. De hypaspisten behoorden tot de zware infanterie, maar waren mobieler dan de falanx.
Op het slagveld moesten ze de rechterflank van de falanx beschermen. De rechterflank was een erepositie aangezien het Macedonische leger traditioneel vanop deze flank de beslissende aanval lanceerde. De taak van de hypaspisten bestond er ook in het terrein te bezetten terwijl de andere zware infanterie nog aan het opmarcheren was.
Onder de Argeaden vormden de hypaspisten van het eerste bataljon de koninklijke garde (agema). Deze werden uitgekozen op basis van hun grootte. Ze waren ook gekend als basilikoi hypaspistai ("koninklijke schilddragers"). Zij bewaakten de koning en bezetten een ereplaats in de slaglinie. Ze mogen echter niet verward worden met de somatophylax, de koninklijke lijfwacht.
Aan het einde van de regeerperiode van Alexander namen de hypaspisten waarschijnlijk de naam argyraspides ("zilveren schilden") aan.